# Robert Baikie
Robert Baikie († 4. April 1817) war ein schottischer Politiker.

## Leben
Robert Baikie entstammte einer auf den Orkneyinseln einflussreichen Familie, die in der Inselhauptstadt Kirkwall, aber auch im Hinterland hohes Ansehen genoss. Er wurde als erster Sohn von James Baikie of Tankerness und dessen Ehefrau Janet geboren. Seine Mutter entsprang der Linie des Clans Douglas, in welcher der Titel des Earls of Morton vererbt wurde. James Baikie hingegen war Provost von Kirkwall. Am 12. September 1785 ehelichte Baikie Mary Balfour, mit der er vier Söhne und drei Töchter zeugte. Er verstarb am 4. April 1817.

## Politischer Werdegang
Auf Grund seiner militärischen Verpflichtungen bewarb sich Thomas Dundas bei den Unterhauswahlen 1780 nicht mehr um das Mandat des Wahlkreises Orkney and Shetland. Bereits 1779 erfuhr Baikie Unterstützung der Regierung, als ihm zur Förderung eines erfolgreichen Wahlkampfes 300 £ aus der königlichen Kasse gezahlt wurden. Mit elf Stimmen bei fünf Gegenstimmen setzte sich Baikie gegen Charles Dundas, den jüngeren Bruder von Thomas Dundas, durch und zog in das britische Unterhaus ein. Obschon am 16. Februar 1781 weitere 315 £ Unterstützung ausgezahlt wurden, fiel Baikies Mandat am 23. Februar durch eine Petition an Charles Dundas. Weitere 2300 £ flossen im Juli desselben Jahres. Bei den Unterhauswahlen 1784 trat Baikie erneut mit Regierungsunterstützung gegen sein Vorgänger Thomas Dundas an, unterlag jedoch mit zwölf zu sieben Stimmen.